# 미래생명자원
미래생명자원(Milae Bioresources Co., Ltd.)는 대한민국의 곡물 기업이다. 본사는 서울시 송파구 법원로9길26, D동 506~512호(문정동)에 위치해 있으며 대표이사는 김성진이다.

## 같이 보기
- 팜스토리
- 대주산업
- 한일사료

## 참고문헌
1. ↑  곡물주, ‘후티 반군’ 홍해 사태에 일제히 급등, 이투데이, 2024-01-18
2. ↑  미래생명자원, +19.75% VI 발동, 조선비즈, 2024.05.08
3. ↑  전일 시간외급등주, 신송홀딩스 10.0%, LB루셈 10.0% 등, 한국경제, 2024.05.08